# Léon Kreisler
Léon Kreisler (19 avril 1912-19 novembre 2008) est un psychanalyste, pédiatre et pédopsychiatre français.
Il a été  proche de Serge Lebovici, de René Diatkine et de Michel Soulé. Il a entre autres été l'un des pionniers de la psychosomatique psychanalytique des enfants à laquelle il a consacré un Que sais-je ? qui fait toujours autorité.

## Œuvres
- La Psychosomatique de l'enfant, éd. PUF ; 4e éd. revue et mise à jour, 1992, coll. « Que sais-je ? »  (ISBN 2130444121)
- avec Serge Lebovici, Léon Kreisler, Michel Fain: L'enfant et son corps - Études sur la clinique psychosomatique du premier âge, éd. PUF, 1996  (ISBN 2130400183)